# Sempronia frumentaria
La lex Sempronia frumentaria va ser una antiga llei romana proposada per Gai Semproni Grac l'any 125 aC, quan eren cònsols Marc Fulvi Flac i Marc Plauci Hipseu. Ordenava repartir gratuïtament al poble certa quantitat de gra. Per la seva compra el senat havia d'establir els diners necessaris. Els graners on es guardava aquest gra es coneixien amb el nom de graners sempronis. Una nova llei frumentària, la Llei Octàvia promoguda cinc anys després, la va moderar.